# Saison 2014-2015 de l'Olympique lyonnais (féminines)
Maillots
Dernière mise à jour : 24 février 2015.
Chronologie
Saison précédente Saison suivante
La saison 2014-2015 de la section féminine de l'Olympique lyonnais est la trente-septième saison consécutive du club rhônalpins en première division du championnat de France depuis 1978.
En plus de conserver leur suprématie nationale, le nouvel entraîneur Gérard Prêcheur et ses joueuses auront pour objectif de retrouver les sommets européens après la débâcle en huitième de finale la saison précédente. 
L'Olympique lyonnais va donc évoluer au cours de la saison en Ligue des champions, où le club est exempté de premier tour grâce au bon coefficient UEFA de la France.

## Transferts
Le début de saison est marqué par l'arrivée d'un nouvel entraîneur, Gérard Prêcheur, pour un contrat de trois saisons. La section voit aussi l'arrivée de la jeune prodige norvégienne Ada Hegerberg en provenance du FFC Turbine Potsdam. Le club fait également face à plusieurs départs, puisque Laëtitia Tonazzi (en fin de contrat) s'est engagée pour deux saisons avec Montpellier et Sabrina Viguier a tenté l'aventure suédoise avec le Göteborg FC dès le mois de mars.
| Été 2014           |             |                  |                        |                   |
| Nom                | Nationalité | Transfert        | Provenance/Destination | Division          |
| Arrivées           |             |                  |                        |                   |
| Ada Hegerberg      | Norvège     | Contrat de 2 ans | FFC Turbine Potsdam    | Frauen-Bundesliga |
| Méline Gérard      | France      | Contrat de 3 ans | AS Saint-Étienne       | Division 1        |
| Mylaine Tarrieu    | France      | Contrat de 2 ans | Formée au club         | Formée au club    |
| Départs            |             |                  |                        |                   |
| Laëtitia Tonazzi   | France      | Fin de contrat   | Montpellier HSC        | Division 1        |
| Pauline P. Magnin  | France      | Prêt de 1 an     | FF Issy                | Division 1        |
| Hiver 2014-2015    |             |                  |                        |                   |
| Nom                | Nationalité | Transfert        | Provenance/Destination | Division          |
| Arrivées           |             |                  |                        |                   |
| Maëlle Garbino     | France      | Contrat de 1 an  | Formée au club         | Formée au club    |
| Delphine Cascarino | France      | Contrat de 1 an  | Formée au club         | Formée au club    |
| Estelle Cascarino  | France      | Contrat de 1 an  | Formée au club         | Formée au club    |

## Stage et matchs d'avant saison
En guise de préparation d'avant saison, l'Olympique lyonnais participe à la Valais Cup puis dispute deux matches amicaux contre Albi et Nîmes.

## Parcours en Coupe d'Europe
| Ligue des champions 2014 - 2015 |                  |                                        |                           |             |          |
| Nb.                             | Date             | Lieu                                   | Compétition               | Adversaire  | Résultat |
| 4.                              | 12 novembre 2014 | Stade de Gerland, Lyon, France         | 1/8 finale retour (dom.)  | Paris SG    | 1 - 0    |
| 3.                              | 8 novembre 2014  | Stade Charléty, Paris, France          | 1/8 finale aller          | Paris SG    | 1 - 1    |
| 2.                              | 15 octobre 2014  | Stade de Gerland, Lyon, France         | 1/16 finale retour (dom.) | ACF Brescia | 9 - 0    |
| 1.                              | 9 octobre 2014   | Stade Mario-Rigamonti, Brescia, Italie | 1/16 finale aller         | ACF Brescia | 5 - 0    |

## Parcours en Coupe de France
L'Olympique lyonnais remporte sa septième Coupe de France à l'issue de cet exercice.
| Coupe de France 2014 - 2015 |                 |                                          |                    |                 |          |
| Nb.                         | Date            | Lieu                                     | Compétition        | Adversaire      | Résultat |
| 6.                          | 18 avril 2015   | Stade de l'Epopée, Calais, France        | Finale             | Montpellier     | 2 - 1    |
| 5.                          | 14 mars 2015    | Stade R.-Diochon, Petit-Quevilly, France | 1/2 finale         | Rouen           | 4 - 0    |
| 4.                          | 28 février 2015 | Stade de Gerland, Lyon, France           | 1/4 finale (dom.)  | Guingamp        | 6 - 0    |
| 3.                          | 14 février 2015 | Stade Georges Pompidou, Valence, France  | 1/8 finale         | Véore-Montoison | 12 - 00  |
| 2.                          | 24 janvier 2015 | Plaine des Jeux de Gerland, Lyon, France | 1/16 finale (dom.) | Yzeure          | 8 - 1    |
| 1.                          | 4 janvier 2015  | Stade Adolphe-Chéron, Saint-Maur, France | 2e tour            | Saint-Maur      | 5 - 0    |

## Parcours en Championnat de France
L'Olympique lyonnais prend la tête du championnat dès la deuxième journée et n'abandonnera plus cette position jusqu'à la fin de la saison. Le club rhodanien remporte son treizième titre national, son neuvième consécutif.
| Saison 2014 - 2015 |                   |                                               |                    |               |          |
| Nb.                | Date              | Lieu                                          | Compétition        | Adversaire    | Résultat |
| 22.                | 9 mai 2015        | Stade Fred-Aubert, Saint-Brieuc, France       | 22e journée        | Guingamp      | 3 - 0    |
| 21.                | 3 mai 2015        | Stade de Gerland, Lyon, France                | 21e journée (dom.) | Arras         | 14 - 00  |
| 20.                | 28 mars 2015      | Stade Paul-Lignon, Rodez, France              | 20e journée        | Rodez         | 6 - 0    |
| 19.                | 22 mars 2015      | Plaine des Jeux de Gerland, Lyon, France      | 19e journée (dom.) | Saint-Étienne | 5 - 1    |
| 18.                | 21 février 2015   | Stade Charléty, Paris, France                 | 18e journée        | Paris SG      | 4 - 0    |
| 17.                | 1er février 2015  | Stade Camille-Lebon, Angoulême, France        | 17e journée        | Soyaux        | 4 - 0    |
| 16.                | 18 janvier 2015   | Plaine des Jeux de Gerland, Lyon, France      | 16e journée (dom.) | Albi          | 14 - 00  |
| 15.                | 11 janvier 2015   | Stade Jean-Bouin, Issy-les-Moul., France      | 15e journée        | Issy          | 9 - 0    |
| 14.                | 20 décembre 2014  | Stade de Gerland, Lyon, France                | 14e journée (dom.) | Juvisy        | 4 - 0    |
| 13.                | 14 décembre 2014  | Stade de Grammont, Montpellier, France        | 13e journée        | Montpellier   | 5 - 1    |
| 12.                | 7 décembre 2014   | Plaine des Jeux de Gerland, Lyon, France      | 12e journée (dom.) | Metz          | 11 - 00  |
| 11.                | 3 décembre 2014   | Stade de l'Étivallière, Saint-Étienne, France | 9e journée         | Saint-Étienne | 6 - 0    |
| 10.                | 30 novembre 2014  | Stade Degouve-Brabant, Arras, France          | 11e journée        | Arras         | 8 - 2    |
| 9.                 | 16 novembre 2014  | Plaine des Jeux de Gerland, Lyon, France      | 10e journée (dom.) | Rodez         | 7 - 0    |
| 8.                 | 1er novembre 2014 | Stade de Gerland, Lyon, France                | 8e journée (dom.)  | Paris SG      | 2 - 1    |
| 7.                 | 19 octobre 2014   | Plaine des Jeux de Gerland, Lyon, France      | 7e journée (dom.)  | Soyaux        | 9 - 0    |
| 6.                 | 12 octobre 2014   | Stade Maurice-Rigaud, Albi, France            | 6e journée         | Albi          | 4 - 0    |
| 5.                 | 5 octobre 2014    | Plaine des Jeux de Gerland, Lyon, France      | 5e journée (dom.)  | Issy          | 6 - 0    |
| 4.                 | 28 septembre 2014 | Stade Robert-Bobin, Bondoufle, France         | 4e journée         | Juvisy        | 4 - 1    |
| 3.                 | 20 septembre 2014 | Stade de Gerland, Lyon, France                | 3e journée (dom.)  | Montpellier   | 4 - 0    |
| 2.                 | 7 septembre 2014  | Stade Saint-Symphorien, Metz, France          | 2e journée         | Metz          | 15 - 00  |
| 1.                 | 31 août 2014      | Stade de Gerland, Lyon, France                | 1re journée (dom.) | Guingamp      | 3 - 0    |

### Classement
| Rang | Équipe                 | Pts | J  | G  | N | P  | Bp  | Bc | Diff |
| ---- | ---------------------- | --- | -- | -- | - | -- | --- | -- | ---- |
| 1    | Olympique lyonnais T C | 88  | 22 | 22 | 0 | 0  | 147 | 6  | +141 |
| 2    | Paris SG               | 82  | 22 | 20 | 0 | 2  | 88  | 9  | +79  |
| 3    | FCF Juvisy             | 67  | 22 | 15 | 0 | 7  | 53  | 25 | +28  |
| 4    | Montpellier HSC        | 66  | 22 | 13 | 5 | 4  | 63  | 20 | +43  |
| 5    | EA Guingamp            | 64  | 22 | 13 | 3 | 6  | 41  | 31 | +10  |
| 6    | ASJ Soyaux             | 48  | 22 | 7  | 5 | 10 | 26  | 57 | -31  |
| 7    | Rodez AF               | 46  | 22 | 7  | 3 | 12 | 33  | 50 | -17  |
| 8    | AS Saint-Étienne       | 44  | 22 | 7  | 1 | 14 | 24  | 46 | -22  |
| 9    | ASPTT Albi P           | 44  | 22 | 7  | 1 | 14 | 21  | 65 | -44  |
| 10   | FC Metz P              | 41  | 22 | 5  | 4 | 13 | 27  | 77 | -50  |
| 11   | Arras FCF              | 28  | 22 | 1  | 3 | 18 | 14  | 89 | -75  |
| 12   | FF Issy P              | 28  | 22 | 1  | 3 | 18 | 13  | 75 | -62  |

| Légende : | Légende : |
| --------- | --- |
|           | Qualifié pour la Ligue des champions 2015-2016 (Seizièmes de finale). |
|           | Relégué en Division 2. |
|           | T Tenant du titre. P Promu de Division 2. C Vainqueur de la Coupe de France 2014-2015. Pts points ; G victoires ; N match nuls ; P défaites Bp buts marqués ; Bc buts encaissés ; Diff différence de buts |

### Évolution du classement
Leader du championnat

## Statistiques individuelles

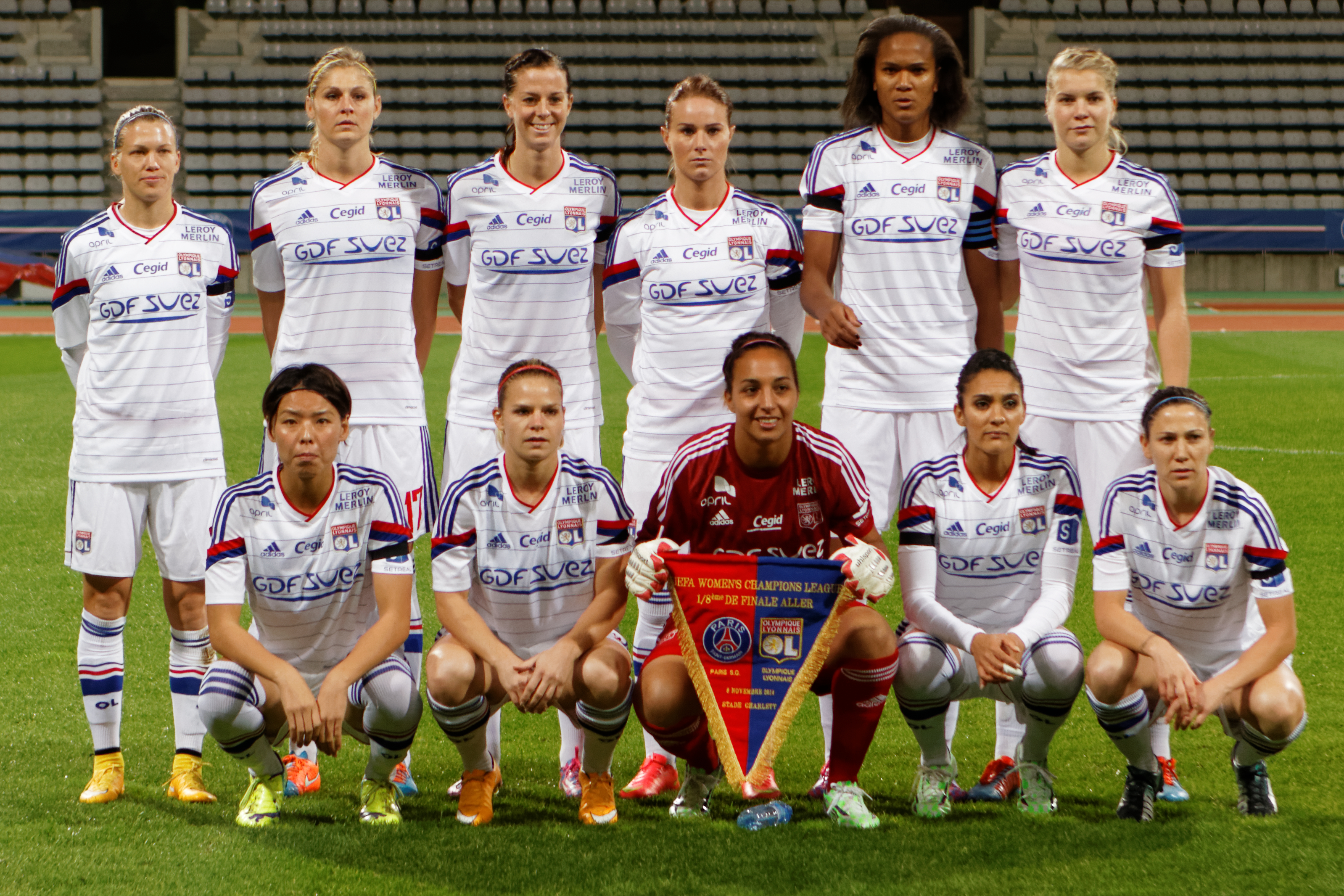
Effectif titulaire contre le Paris SG en Ligue des champions.
De gauche à droite - Haut : Lara Dickenmann, Corine Petit, Lotta Schelin, Amandine Henry, Wendie Renard, Ada Hegerberg - Bas : Saki Kumagai, Eugénie Le Sommer, Sarah Bouhaddi, Louisa Necib, Élise Bussaglia.

| Nb.                 | Joueuse             | Total | Championnat | Coupe de France | Ligue des champions |
| 1.                  | Lotta Schelin       | 41    | 34          | 5               | 2                   |
| 2.                  | Eugénie Le Sommer   | 38    | 29          | 4               | 5                   |
| 3.                  | Ada Hegerberg       | 34    | 26          | 7               | 1                   |
| 4.                  | Camille Abily       | 20    | 12          | 5               | 3                   |
| 5.                  | Wendie Renard       | 12    | 10          | 1               | 1                   |
| 6.                  | Lara Dickenmann     | 11    | 10          | 1               | 0                   |
| 7.                  | Amel Majri          | 11    | 8           | 3               | 0                   |
| 8.                  | Louisa Necib        | 4     | 2           | 0               | 2                   |
| 9.                  | Lucie Pingeon       | 4     | 4           | 0               | 0                   |
| 10.                 | Élodie Thomis       | 4     | 4           | 0               | 0                   |
| 11.                 | Élise Bussaglia     | 3     | 2           | 1               | 0                   |
| 12.                 | Maëlle Garbino      | 3     | 0           | 3               | 0                   |
| 13.                 | Amandine Henry      | 2     | 1           | 1               | 0                   |
| 14.                 | Saki Kumagai        | 2     | 2           | 0               | 0                   |
| 15.                 | Corine Petit        | 2     | 0           | 1               | 1                   |
| 16.                 | Sarah Bouhaddi      | 1     | 1           | 0               | 0                   |
| 17.                 | Delphine Cascarino  | 1     | 0           | 1               | 0                   |
| 18.                 | Eve Perisset        | 1     | 1           | 0               | 0                   |
| 19.                 | Mylaine Tarrieu     | 1     | 0           | 1               | 0                   |
| But contre son camp | But contre son camp | 4     | 1           | 3               | 0                   |
| Total Général       | Total Général       | 199   | 147         | 37              | 15                  |

## Chiffres marquants
- 100e but de Lotta Schelin sous les couleurs de l'OL en championnat de D1 : à Metz (15-0), le 7 septembre 2014.

- 100e but d'Élodie Thomis sous les couleurs de l'OL : en championnat de D1, à Juvisy (4-1), le 28 septembre 2014.

- 1000e but de l'histoire en championnat de D1 : Lotta Schelin (face à Rodez (7-0), le 16 novembre 2014).

- 1500e but de l'histoire de l'OL : Amel Majri (en championnat de D1, à Arras (8-2), le 30 novembre 2014).

- 100e but inscrit dans la saison : Wendie Renard (en championnat de D1, à Juvisy (4-0), le 20 décembre 2014).

- 100e but inscrit en championnat de Division 1 dans la saison : Lotta Schelin (face à Albi (14-0), le 18 janvier 2015).

- 100e but de Camille Abily sous les couleurs de l'OL en championnat de D1 : face à Albi (14-0), le 18 janvier 2015.

- 60e joueuse à avoir inscrit au moins 1 but avec l'OL : Maëlle Garbino (en Coupe de France, à La Véore-Montoison (18-0), le 14 février 2015).

- 150e but de Camille Abily sous les couleurs de l'OL : en Coupe de France, à La Véore-Montoison (18-0), le 14 février 2015.

- 150e but inscrit dans la saison : Corine Petit (en Coupe de France, à La Véore-Montoison (18-0), le 14 février 2015).

- 300e but de l'histoire en Coupe de France féminine : Ada Stolsmo Hegerberg (à La Véore-Montoison (18-0), le 14 février 2015).

- 1600e but de l'histoire de l'OL : Ada Stolsmo Hegerberg (en championnat de D1, face à Saint-Etienne (5-1), le 22 mars 2015).

- 100e but d'Eugénie Le Sommer sous les couleurs de l'OL en championnat de D1 : à Rodez (6-0), le 28 mars 2015.

- 200e but de Lotta Schelin sous les couleurs de l'OL : en championnat de D1, face à Arras (14-0), le 3 mai 2015.

- 150e but d'Eugénie Le Sommer sous les couleurs de l'OL : en championnat de D1, à Guingamp (3-0), le 9 mai 2015.